# Liste des routes de l'Illinois
Cet article présente une liste des routes de l'État de l'Illinois aux États-Unis. 

## Interstates
- Interstate 24
- Interstate 39
- Interstate 55
- Interstate 57
- Interstate 64
- Interstate 70
- Interstate 72
- Interstate 74
- Interstate 80
- Interstate 88
- Interstate 90
- Interstate 94
- Interstate 155
- Interstate 172
- Interstate 180
- Interstate 190
- Interstate 255
- Interstate 270
- Interstate 280
- Interstate 290
- Interstate 294
- Interstate 355
- Interstate 474

## U.S. Highways
- U.S. Route 6
- U.S. Route 12
- U.S. Route 14
- U.S. Route 20
- U.S. Route 24
- U.S. Route 30
- U.S. Route 34
- U.S. Route 36
- U.S. Route 40
- U.S. Route 41
- U.S. Route 45
- U.S. Route 50
- U.S. Route 51
- U.S. Route 52
- U.S. Route 54
- U.S. Route 60
- U.S. Route 62
- U.S. Route 66
- U.S. Route 67
- U.S. Route 124
- U.S. Route 136
- U.S. Route 150
- U.S. Route 430

## State Highways

### 1-20
- Illinois Route 1
- Illinois Route 2
- Illinois Route 3
- Illinois Route 4
- Illinois Route 5
- Illinois Route 6
- Illinois Route 7
- Illinois Route 8
- Illinois Route 9
- Illinois Route 10
- Illinois Route 13
- Illinois Route 14
- Illinois Route 15
- Illinois Route 16
- Illinois Route 17
- Illinois Route 18
- Illinois Route 19

### 21-40
- Illinois Route 21
- Illinois Route 22
- Illinois Route 23
- Illinois Route 25
- Illinois Route 26
- Illinois Route 29
- Illinois Route 30
- Illinois Route 31
- Illinois Route 32
- Illinois Route 33
- Illinois Route 34
- Illinois Route 35
- Illinois Route 37
- Illinois Route 38
- Illinois Route 40

### 41-60
- Illinois Route 41
- Illinois Route 43
- Illinois Route 44
- Illinois Route 47
- Illinois Route 48
- Illinois Route 49
- Illinois Route 50
- Illinois Route 53
- Illinois Route 54
- Illinois Route 56
- Illinois Route 57
- Illinois Route 58
- Illinois Route 59
- Illinois Route 60

### 61-80
- Illinois Route 61
- Illinois Route 62
- Illinois Route 64
- Illinois Route 68
- Illinois Route 70
- Illinois Route 71
- Illinois Route 72
- Illinois Route 73
- Illinois Route 75
- Illinois Route 76
- Illinois Route 78

### 81-100
- Illinois Route 81
- Illinois Route 82
- Illinois Route 83
- Illinois Route 84
- Illinois Route 89
- Illinois Route 90
- Illinois Route 91
- Illinois Route 92
- Illinois Route 93
- Illinois Route 94
- Illinois Route 95
- Illinois Route 96
- Illinois Route 97
- Illinois Route 98
- Illinois Route 99
- Illinois Route 100

### 101-120
- Illinois Route 101
- Illinois Route 102
- Illinois Route 103
- Illinois Route 104
- Illinois Route 105
- Illinois Route 106
- Illinois Route 107
- Illinois Route 108
- Illinois Route 109
- Illinois Route 110
- Illinois Route 111
- Illinois Route 113
- Illinois Route 114
- Illinois Route 115
- Illinois Route 116
- Illinois Route 117
- Illinois Route 119
- Illinois Route 120

### 120-140
- Illinois Route 121
- Illinois Route 122
- Illinois Route 123
- Illinois Route 124
- Illinois Route 125
- Illinois Route 126
- Illinois Route 127
- Illinois Route 128
- Illinois Route 129
- Illinois Route 130
- Illinois Route 131
- Illinois Route 132
- Illinois Route 133
- Illinois Route 134
- Illinois Route 135
- Illinois Route 136
- Illinois Route 137
- Illinois Route 138
- Illinois Route 140

### 141-160
- Illinois Route 141
- Illinois Route 142
- Illinois Route 143
- Illinois Route 145
- Illinois Route 146
- Illinois Route 147
- Illinois Route 148
- Illinois Route 149
- Illinois Route 150
- Illinois Route 151
- Illinois Route 152
- Illinois Route 153
- Illinois Route 154
- Illinois Route 155
- Illinois Route 156
- Illinois Route 157
- Illinois Route 158
- Illinois Route 159
- Illinois Route 160

### 161-180
- Illinois Route 161
- Illinois Route 162
- Illinois Route 163
- Illinois Route 164
- Illinois Route 165
- Illinois Route 166
- Illinois Route 167
- Illinois Route 169
- Illinois Route 170
- Illinois Route 171
- Illinois Route 172
- Illinois Route 173
- Illinois Route 176
- Illinois Route 177
- Illinois Route 178
- Illinois Route 180

### 181-200
- Illinois Route 184
- Illinois Route 185
- Illinois Route 192

### 201-300
- Illinois Route 203
- Illinois Route 242
- Illinois Route 250
- Illinois Route 251
- Illinois Route 255
- Illinois Route 267

### 301+
- Illinois Route 336
- Illinois Route 351
- Illinois Route 390
- Illinois Route 394